# Řetěz přežití
Řetěz přežití je posloupnost kroků při neodkladné resuscitaci, zajišťující optimální péči o nemocného s náhlou zástavou oběhu.

## Jednotlivé kroky

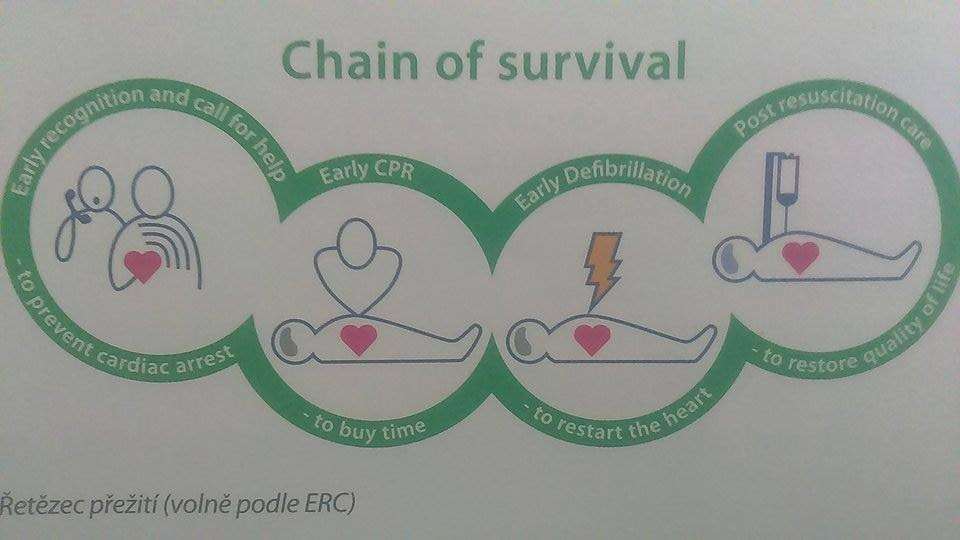
Řetězec přežití

Řetěz přežití sestává ze čtyř článků:
1. časná výzva
  - rychlé rozpoznání závažnosti situace
  - přivolání výjezdové skupiny zdravotnické záchranné služby (155, 112)
2. časná neodkladná resuscitace
  - časné zahájení kardiopulmonální resuscitace přítomnými
3. časná defibrilace
  - časnou defibrilaci provádí: lékař, zdravotní sestra, stř. zdr. personál
  - s použitím automatizovaného externího defibrilátoru (AED) může defibrilaci provést i proškolený laik[2]
4. časná další opatření
  - rozšířená neodkladná resuscitace je prováděná pomocí specializovaných postupů, a to lékařem nebo středním zdravotnickým personálem